# Carl Leuning
Carl Peter Gram Leuning (27. maj 1820 i Førslev – 21. juli 1867) var en dansk justitsminister.

## Politisk karriere
Han fødtes 27. maj 1820 i Førslev i Øster Flakkebjerg Herred, hvor hans fader, Søren Johan Leuning (1794-1873), dengang var herredsfoged; hans moder hed Karen Christence, født Nørgaard (1797-1864). Han blev 1837 student fra Herlufsholm og 1842 juridisk kandidat; blev kort efter volontær i Kancelliet, men var ved siden heraf en anset juridisk manuduktør. 1848 blev Leuning fuldmægtig i det islandske departement under Justitsministeriet og foretog 1851-53 med offentlig understøttelse en rejse til England og Frankrig for at studere retsplejen ved nævningeretterne i disse lande. 1856 blev Leuning departementschef i Justitsministeriet og overtog 1858 tillige bestyrelsen af brandforsikringsvæsenet. Desuden fik han 1857 sæde i kommissionerne om embedsmændenes lønningsforhold og om nævningers indførelse og 1859 i kommissionen for en ny straffelov. Sidstnævnte år udsendtes han tillige med daværende fuldmægtig (senere højesteretsassessor) Christian Rimestad til Hamborg og Belgien for at gøre sig bekendt med de derværende sø- og handelsretter. Som departementschef havde Leuning væsentlig del i udarbejdelsen så vel af de store reformlove om en Sø- og Handelsret i København, om politiets omordning og retsbetjentenes lønning som af udkastene til en ny strafferetspleje med nævninger 1861. Også var han 1864 formand i kommissionen om de slesvigske distrikters indlemmelse. 1864 valgtes Leuning som nationalliberal til Rigsrådets Landsting for den sydsjællandske kreds, men indtog her kun en lidet fremtrædende plads. Alligevel blev han 6. november 1865 justitsminister i grev C.E. Frijs' ministerium og førte som sådan den nye straffelov gennem Rigsdagen. Dette blev dog hans eneste større ministergerning; thi fra foråret 1866 var han næsten stadig syg og en lang tid helt fritaget fra sit embedes røgt, indtil han 21. juli 1867 afgik ved døden.

## C.P.G. Leuning som juridisk forfatter
Som frugter af den rejse, Leuning i årene 1851-53 foretog på det Hurtigkarlske rejsestipendium og med anden offentlig understøttelse, udgav han som beretninger til det juridiske fakultet: Om Forundersøgelsen i kriminelle Sager efter fransk og engelsk Ret (1853) og Anklage, Hovedforhandling og Bevislære i kriminelle Sager efter fransk og engelsk Ret (1854). Til udarbejdelsen af den ved Grundloven bebudede retsreform afgav disse arbejder i flere retninger et godt materiale, men da de standsede reformplaner i 1860'erne genoptoges, var materialet forældet og kunne ikke længere have praktisk betydning.
Leuning havde 1856 ægtet sit søskendebarn Mathilde Petrine Nørgaard (1832-1890), datter af sognepræst Peter Moth Th. Nørgaard (1802-1889).